# Agencia Brasileño-Argentina de Contabilidad y Control de Materiales Nucleares
La Agencia Brasileño-Argentina para la Contabilidad y Control de Materiales Nucleares (ABACC; en portugués: Agência Brasileiro-Argentina de Contabilidade e Controle de Materiais Nucleares) es una organización binacional de control de materias nucleares, que desempeña un papel activo en la verificación del uso pacífico de materiales nucleares que pueda ser utilizado directa o indirectamente para la fabricación de armas de destrucción masiva.
La cooperación nuclear entre Argentina y Brasil se remonta a 1986 con la firma de un protocolo sobre el intercambio inmediato de información y la asistencia mutua en caso de accidentes nucleares y emergencias radiológicas La cálida relación personal que existía entre el presidente electo democráticamente de Argentina Raúl Alfonsín y su homólogo brasileño Joao Figueiredo, catalizó aún más la profundización de las relaciones que ahora se entiende han comenzado bajo sus predecesores autoritarios.
La ABACC fue creada el 18 de julio de 1991 y es la única organización binacional de salvaguardias existente en el mundo y la primera organización binacional creada por Argentina y Brasil.
Como organismo regional encargado de las salvaguardias, su principal objetivo es garantizar a Argentina, Brasil y la comunidad internacional que todos los materiales nucleares se utilizan exclusivamente con fines pacíficos.